# Rich and Strange
Rich and Strange é um filme de suspense dramático de Alfred Hitchcock de 1931.

## Sinopse
Um jovem casal decide dar a volta ao mundo, porém não esperam que isso pode estragar suas vidas.